# Josef Přibyl (zápasník)
Josef Přibyl (1. března 1904 – 20. června 1968) byl československý zápasník, účastník Letních olympijských her v Berlíně 1936.

## AFK Stráž bezpečnosti
Se zápasem začínal v KA Soukup-Vršovice, prvních významných úspěchů dosáhl až v dresu AFK Stráže bezpečnosti. V roce 1924 nastoupil ve velkém sále Lucerny k utkání proti KA Dan z Kodaně, v němž Stráž podlehla dánským soupeřům 8:4. V roce 1927 pak poprvé dobyl titul mistra republiky mezi 15 závodníky ve váze do 75 kg a byl vyhlášen nejlepším sportovcem Československého svazu těžké atletiky. Nastoupil rovněž za národní družstvo proti silným Estoncům, kteří zvítězili v Praze 15:9.
O rok později obhájil úspěšně titul Mistra republiky, nominace na Letní olympijské hry v Amsterdamu mu unikla a Československo odjel reprezentovat zkušenější Hála. V roce 1929 odjel na Mistrovství Evropy do Dortmundu, ale po dvou prohrách skončil bez úspěchu. V roce 1930 skončil na Mistrovství Československa druhý za Hálou. V roce 1931 vybojoval nominaci na domácí Mistrovství Evropy a obsadil 4. místo ve váze do 79 kg. V roce 1932 nemohl vzhledem k obtížné finanční situaci svazu odcestovat na Letní olympijské hry do Los Angeles. Na domácím šampionátu pak skončil třetí za Vávrou a Novákem.

## AFK Bohemians Praha
V roce 1933 přestoupil do Bohemians Praha a i v jejich dresu navázal na předchozí úspěchy. V roce 1934 nechyběl v nominaci na Mistrovství Evropy v Římě. Po jedné výhře a dvou prohrách zůstal bez medaile. V roce 1935 opět zvítězil na Mistrovství Československa a v dresu Bohemians zaznamenal vítězství i v utkání proti družstvu německého mistra z Norimberka, v němž Bohemians vyhrály 4:3. V olympijském roce 1936 skončil na Mezinárodním Mistrovství Československa druhý za Maďarem Palotasem a startoval i na Letních olympijských hrách v Berlíně. Celkem 5× se stal Mistrem ČSR a ještě v roce 1939 obsadil na domácím Mistrovství druhé místo. Již během aktivní kariéry působil jako funkcionář a později i jako trenér. Ve 30. letech byl místopředsedou Československého svazu těžké atletiky a v 50. letech i předsedou ústřední trenérské rady. Jeho jméno se objevilo i v organizačním výboru k Mistrovství Evropy v zápase řecko-římském v Praze v roce 1947.